# Eystein Meyla
Eystein Meyla, (in norreno Øystein Øysteinsson Møyla) (1157 – Vestfold, 1177), fu un pretendente come Re di Norvegia durante il periodo delle Guerre civili norvegesi.

## Biografia
Eysten era figlio di Re Eystein II di Norvegia. Il suo soprannome Meyla o Møyla significava signorina. Suo padre fu Re di Norvegia dal 1142 al 1157, co-regnando assieme ai suoi fratelli Inge Haraldsson e Sigurd Munn. Eystein II fu ucciso durante gli scontri per il potere contro suo fratello Inge in una delle prime fasi delle Guerre civili norvegesi. I suoi sostenitori dapprima si riunirono attorno alla figura di Haakon Herdebrei, figlio illegittimo di Sigurd e nipote di Eystein, ma fu sconfitto dal conte Erling Skakke nel 1162 a Sekken vicino alla città di Veøya nella regione di Romsdalen.

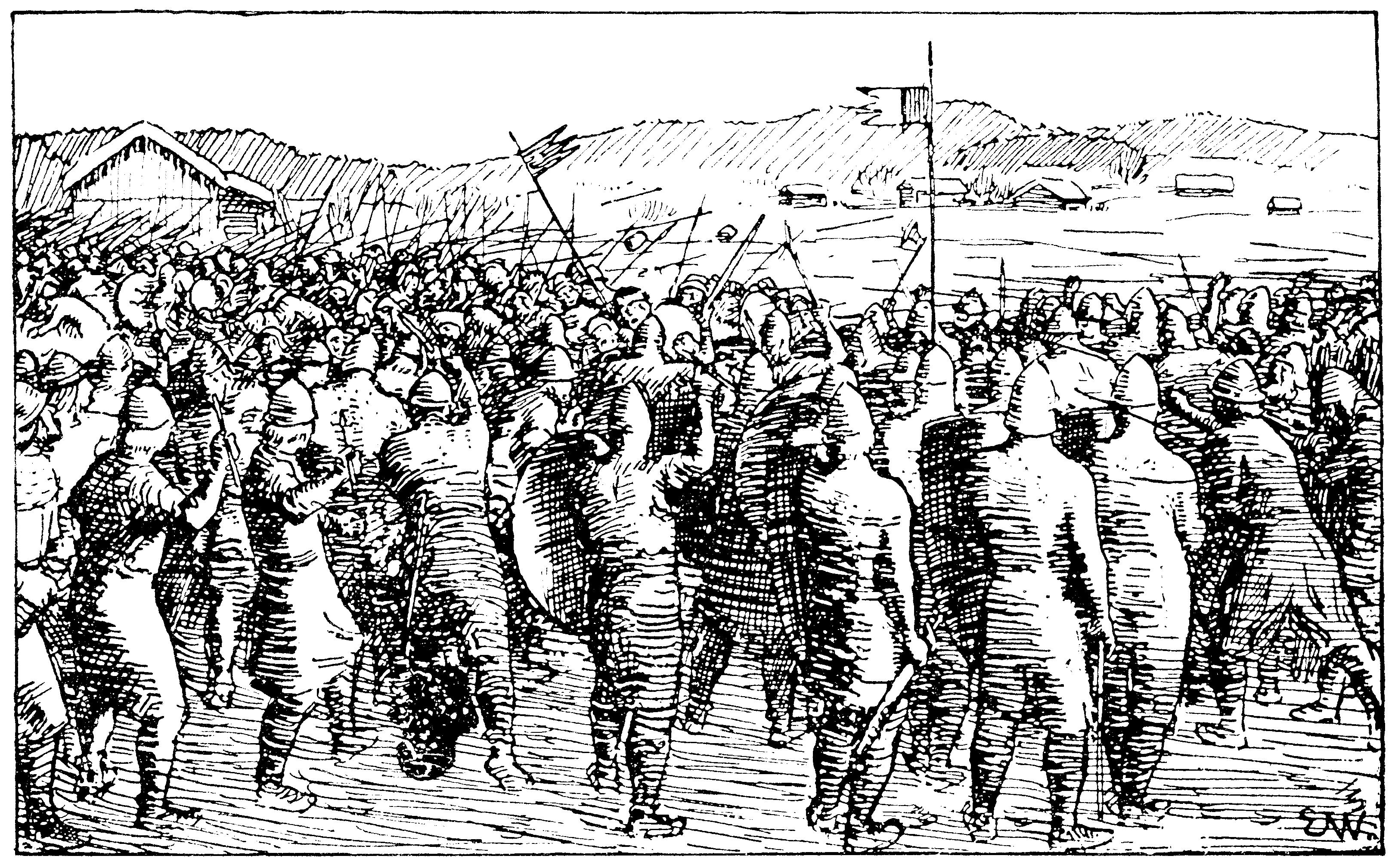
Battaglia di Re
Illustrazione per il Heimskringla di
Erik Werenskiold, 1899

La fazione dei Birkebeiner si formò nel 1174 attorno alla figura di Eystein Meyla. Essi presero il controllo della città di Trondheim e proclamarono Eystein re presso la Thing di Øretinget nel 1176. I Birkebeiner si ribellarono poi al conte Erling Skakke e a suo figlio Magnus Erlingsson che regnava col nome di Magnus V di Norvegia dal 1161 al 1184.
Nel Gennaio del 1177 i Birkebeiner vennero sconfitti nella Battaglia di Re (Slaget på Re) nel Vestfold. Eystein riuscì a sopravvivere ma venne successivamente ucciso da un contadino mentre cercava ospitalità. La battaglia è l'ultima ad essere menzionata nel  Heimskringla di Snorri Sturluson che è anche la fonte principale delle notizie giunte su questi eventi e sulla vita di Eystein. 
Dopo la morte di Eystein, il capo dei Birkebeiner divenne Sverre Sigurdsson che diventò re col nome di Sverre I di Norvegia e regnò dal 1184 al 1202.